# Holzwickede
Holzwickede est une ville allemande située en Rhénanie-du-Nord-Westphalie.
Elle est jumelée avec la ville de Louviers dans le département de l'Eure.